# Vasto
Vasto je italské město v provincii Chieti v oblasti Abruzzo. Leží u pobřeží Jaderského moře
V roce 2011 zde žilo 40 835 obyvatel.

## Sousední obce
Casalbordino, Cupello, Monteodorisio, Pollutri, San Salvo